# Туніс на Чемпіонаті світу з водних видів спорту 2015
Туніс взяв участь у Чемпіонаті світу з водних видів спорту 2015, який пройшов у Казані (Росія) від 24 липня до 9 серпня.

## Плавання на відкритій воді
Двоє спортсменів Тунісу кваліфікувалися на змагання з плавального марафону на відкритій воді.
| Спортсмен         | Дисципліна       | Час          | Місце        |
| ----------------- | ---------------- | ------------ | ------------ |
| Хатем Абдельхалек | 10 км (чоловіки) | 2:03:26.7    | 60           |
| Хатем Абдельхалек | 25 км (чоловіки) | Не фінішував | Не фінішував |
| Уссама Меллулі    | 10 км (чоловіки) | 1:50:50.2    | 23           |

## Плавання
Туніські плавці виконали кваліфікаційні нормативи в дисциплінах, які наведено в таблиці (не більш як 2 плавці на одну дисципліну за часом нормативу A, і не більш як 1 плавець на одну дисципліну за часом нормативу B):
Чоловіки
| Спортсмен     | Дисципліна           | Попередній заплив | Попередній заплив | Півфінал        | Півфінал        | Фінал           | Фінал           |
| Спортсмен     | Дисципліна           | Час               | Місце             | Час             | Місце           | Час             | Місце           |
| ------------- | -------------------- | ----------------- | ----------------- | --------------- | --------------- | --------------- | --------------- |
| Ахмед Матлуті | 200 м вільним стилем | 1:50.61           | 43                | Завершив виступ | Завершив виступ | Завершив виступ | Завершив виступ |
| Ахмед Матлуті | 400 м вільним стилем | 3:51.46           | 30                | Н/Д             | Н/Д             | Завершив виступ | Завершив виступ |
| Ахмед Матлуті | 200 м комплексом     | 2:05.37           | 37                | Завершив виступ | Завершив виступ | Завершив виступ | Завершив виступ |
| Ахмед Матлуті | 400 м комплексом     | DNS               | DNS               | Н/Д             | Н/Д             | Завершив виступ | Завершив виступ |